# L+1VE
L+1VE è il secondo EP del gruppo musicale britannico Haken, pubblicato il 7 dicembre 2018 dalla Inside Out Music.

## Descrizione
Contiene le versioni audio dei quattro brani originariamente presenti nel secondo DVD dell'album dal vivo L-1VE, uscito qualche mese prima. I brani sono tratti dal concerto che gli Haken hanno tenuto nel 2016 in occasione del festival ProgPower USA, al quale hanno commentato:
La lista tracce delle edizioni digitale e CD vede i brani Pareidolia e Earthrise invertiti di posizione.

## Tracce
1. Falling Back to Earth – 12:01 (testo: Charlie Griffiths, Ross Jennings – musica: Richard Henshall)
2. Pareidolia – 10:27 (testo: Diego Tejeida – musica: Richard Henshall)
3. Earthrise – 5:13 (Haken)
4. Crystallised – 20:12 (testo: Charlie Griffiths, Richard Henshall, Raymond Hearne – musica: Haken)

## Formazione
Gruppo
- Ross Jennings – voce, campionatore (Pareidolia)
- Richard Henshall – chitarra, voce
- Charlie Griffiths – chitarra, voce
- Conner Green – basso, voce
- Diego Tejeida – tastiera, voce, keytar (Pareidolia)
- Raymond Hearne – batteria, voce

Altri musicisti
- Mike Portnoy – gong (Crystallised)

Produzione
- Haken – produzione
- Kent Smith – registrazione
- Jerry Guidroz – missaggio
- Rob Burrell – mastering